# 山名豊国
山名 豊国（やまな とよくに）は、戦国時代から江戸時代前期にかけての大名、武将。

## 生涯

### 戦国大名
天文17年（1548年）、但馬国の大名で但馬山名家の山名豊定の次男として生まれた。生母は室町幕府の管領・第15代細川京兆家当主細川高国の娘。正室は伯父（豊定の兄）である山名祐豊の娘。
永禄3年（1560年）、父の豊定が死去した。その跡を継ぐため派遣された棟豊（祐豊の子）も永禄4年（1561年）に早世し、次いで兄の豊数が因幡山名家（通称、布施屋形・布施殿）の家督を継承すると、豊国は支城であった因幡岩井城の城主とされた。しかし、豊国と兄の豊数は、その家老の武田高信や毛利氏によって城を追われ、因幡国を追放され但馬国八束へと逃れた。永禄7年（1564年の豊数の死後、因幡山名家の家督を継承した。元正元年（1573年）に高信が死去すると、豊国は鳥取城を奪還し、その1ヶ月後には毛利輝元に臣従した。また、尼子氏方に付いていた伯父の山名祐豊と毛利氏との和睦の仲介も行っている。

### 織田豊臣時代
天正6年（1578年）から織田信長と誼を通じてはいたものの、幕下に入ったわけではなかった。
天正8年（1580年）に織田氏の武将羽柴秀吉が侵攻してきた。豊国らは一旦は鳥取城に籠城するが、重臣の中村春続、森下道誉ら家臣団が徹底抗戦を主張する中、単身で秀吉の陣中に赴き降伏した。豊国は秀吉を通じて助命された。城主を失った鳥取城には毛利氏からの援将として吉川経家が送り込まれ、依然として織田氏に対し抵抗を続けた。翌天正9年（1581年）には、吉川経家や自分の旧家臣が籠もる鳥取城攻めに秀吉と共に豊国も従軍した。豊国が籠城した先年は鳥取城に兵糧攻めは通じなかったが、この年の再度の兵糧攻めによって城は陥落した。
秀吉の軍に下った豊国であったが、秀吉からの豊臣氏への仕官の話を断り、浪人となったと伝えられる。のちに摂津国川辺郡の小領主・多田氏の食客となる。
天正14年（1586年）、浜松時代の徳川家康から知遇を得たと伝えられている。天正20年（1592年）からの朝鮮出兵には豊臣秀吉から当時家臣だったか、無かったか定かではないが九州肥前名護屋城まで同行を命じられる。
秀吉が亡くなった際形見分けを貰った。

### 幕臣
慶長5年（1600年）の関ヶ原の戦いでは東軍に付き、亀井茲矩軍に加わり参戦した。
慶長6年（1601年）に但馬国内で一郡（七美郡全域）を与えられ、6千700石を領した。事実上、但馬山名家（祐豊の家系）が断絶したこともあり、江戸幕府政権下では、但馬山名家の血筋である豊国の家系が山名氏宗家扱いとなった。
その後は家康・秀忠から信頼を得て、駿府城の茶会などに参加するなどしている。ただし加増は無く、大名にはなれなかった。
寛永3年（1626年）10月7日、死去。享年79。豊国の子孫は江戸時代を通じて、表高家並寄合と交代寄合表御礼衆として存続した。

## 人物・逸話
- 羽柴秀吉の軍勢に居城である鳥取城を攻められた際に、単身で城を抜け出し投降したが、これは豊国の鳥取城守備が巧みだったために手を焼いた秀吉が、豊国の正室（娘とも）を人質に降伏を迫ったため、という説も伝わる。
- 豊臣家仕官を断り浪人となり諸国を流寓した後、摂津の多田氏の領地内に仮に住まわせてもらっていたが、去る折には秀吉に丁重なお礼をした律義者でもあった。
- 着古した羽織を着ている豊国をみて、家康は「物持ちが良いと言っても限度がある」と窘めたところ、「これは足利義晴様にいただいたものでございます」と答えた。これを聞いた家康は「豊国は古い恩義に背かない律義者だ」と賞した。
- ある時、「粗忽者と言うのは朽木卜斎（牧斎）殿のようなお方の事を言うのでしょうな」と徳川家康に語ると、家康は「なるほど、卜斎が粗忽者であるというのは皆が知ることであるが、御身（豊国）の粗忽さは卜斎以上であると私は思う」と答えた。周囲の者がこれを訝しむと、家康は「卜斎は粗忽者であるが、先祖伝来の朽木谷を今でも保っている。それに比べては御身はどうか。昔から山名家といえば六十余州の内の十一州を治めた大族で、六分の一殿と称えられた家である。それが今では所領を全く失い、こうして寄寓の身となっている。これはまさしく天下の粗忽と言えるもので、これを超える粗忽は無いと思う」と語った。これに対して豊国はさして恥じ入った様子もなく「全く仰る通りです。私も六分の一殿とまでの贅沢は言いませんから、せめて百分の一殿ぐらいには呼ばれたいものです」と答え、これには流石の家康も苦笑するしかなかったという。
- 天正年間に、徳川家康とともに斯波義銀（津川三松）の屋敷を訪問した際、豊国の義銀への応対があまりにも慇懃過ぎるほどであったらしく、後に家康より「義銀は管領の家の生まれと言えども足利の分家に過ぎない。お前（豊国）は新田家の嫡流にして、そう遠くない昔までは数ヶ国を治める太守であったではないか。何故、足利の分家に（新田のお前が）そのように卑屈になるのだ」と苦言を呈されている。家康も新田氏の分家を自称していた。
- 関ヶ原の戦いの後、豊国はかつて自らを追放した武田高信の遺児・助信を捜し出して召抱え、200石を与えた。以後、助信の子孫は代々山名氏に仕えた。
- 征夷大将軍に就任した家康に謁見した際、室町幕府第10代将軍・足利義稙から山名氏当主に贈られた羽織を着用して賞された。
- 有職故実や和歌・連歌・茶湯・将棋などの文化、教養面に精通していた。室町時代の名族山名氏一門の生き残りとして、戦国時代から豊臣時代を巧みに生き残って、自らの子孫を江戸幕府の上級旗本として存続させた。

## 系譜
- 父：山名豊定（1512-1560）
- 母：細川高国の娘
- 正室：山名祐豊の娘
- 生母不明の子女
  - 男子：勝七郎 - 早世
  - 男子：山名豊政（1571-1630）
  - 男子：庄兵衛 - 早世
  - 女子：土岐頼勝[2]室
  - 女子：朽葉七郎左衛門室
  - 女子：南の局（豊臣秀吉側室）
  - 男子：山名豊義 - 旗本。
  - 男子：山名豊晴 - 旗本。のち徳川忠長に仕えるが、忠長は改易となり豊晴も内藤忠興に預けられた。

## 登場作品
- 『乱世を看取った男 山名豊国』吉川永青著　角川春樹事務所、2021年9月　ISBN 978-4758413923、のちハルキ文庫